# Selección de fútbol sub-22 de Argentina
La selección de fútbol sub-22 de Argentina  es el equipo formado por jugadores de nacionalidad argentina menores de 22 años de edad, que representa a la Asociación del Fútbol Argentino en los Juegos Panamericanos.

## Estadísticas

### Juegos Panamericanos
| Año                | Resultado         | Posición     | PJ           | PG           | PE           | PP           | GF           | GC           |
| ------------------ | ----------------- | ------------ | ------------ | ------------ | ------------ | ------------ | ------------ | ------------ |
| Buenos Aires 1951  | Medalla de oro    | 1°           | 4            | 4            | 0            | 0            | 16           | 2            |
| México 1955        | Medalla de oro    | 1°           | 6            | 5            | 1            | 0            | 23           | 7            |
| Chicago 1959       | Medalla de oro    | 1°           | 6            | 5            | 1            | 0            | 20           | 4            |
| São Paulo 1963     | Medalla de plata  | 2°           | 4            | 2            | 2            | 0            | 11           | 3            |
| Winnipeg 1967      | Fase de grupos    | 5°           | 3            | 1            | 1            | 1            | 7            | 3            |
| Cali 1971          | Medalla de oro    | 1°           | 8            | 6            | 2            | 0            | 13           | 4            |
| México 1975        | Medalla de bronce | 3°           | 6            | 5            | 1            | 0            | 19           | 1            |
| San Juan 1979      | Medalla de bronce | 3°           | 5            | 4            | 1            | 0            | 9            | 0            |
| Caracas 1983       | Fase de grupos    | 10°          | 2            | 0            | 0            | 2            | 0            | 4            |
| Indianápolis 1987  | Medalla de bronce | 3°           | 5            | 3            | 1            | 1            | 11           | 3            |
| La Habana 1991     | No clasificó      | No clasificó | No clasificó | No clasificó | No clasificó | No clasificó | No clasificó | No clasificó |
| Mar del Plata 1995 | Medalla de oro    | 1°           | 6            | 4            | 2            | 0            | 10           | 4            |
| Winnipeg 1999      | No clasificó      | No clasificó | No clasificó | No clasificó | No clasificó | No clasificó | No clasificó | No clasificó |
| Toronto 2015       | No clasificó      | No clasificó | No clasificó | No clasificó | No clasificó | No clasificó | No clasificó | No clasificó |
| Lima 2019          | Medalla de oro    | 1°           | 5            | 4            | 0            | 1            | 14           | 6            |
| Santiago 2023      | No clasificó      | No clasificó | No clasificó | No clasificó | No clasificó | No clasificó | No clasificó | No clasificó |
| Total              | 12/16             | 1º           | 60           | 43           | 12           | 5            | 153          | 41           |

## Palmarés
| Competición          |                                         |                |                       |
| Competición          | Títulos                                 | Subcampeonatos | Tercer lugar          |
| -------------------- | --------------------------------------- | -------------- | --------------------- |
| Juegos Panamericanos | 6 (1951, 1955, 1959, 1971, 1995 y 2019) | 1 (1963)       | 3 (1975, 1979 y 1987) |